# روبرتا كولينز
روبرتا كولينز (بالإنجليزية: Roberta Collins) هي ممثلة أمريكية، ولدت في 17 نوفمبر 1944 في الولايات المتحدة، وتوفيت في 16 أغسطس 2008 بلوس أنجلوس في الولايات المتحدة.

## وصلات خارجية
- روبرتا كولينز على موقع IMDb (الإنجليزية)
- روبرتا كولينز على موقع ألو سيني (الفرنسية)
- روبرتا كولينز على موقع أول موفي (الإنجليزية)
- روبرتا كولينز على موقع قاعدة بيانات الأفلام السويدية (السويدية)
- روبرتا كولينز على موقع قاعدة بيانات الفيلم (الإنجليزية)
- روبرتا كولينز على موقع كينوبويسك (الروسية)